# Gare de Luton Hoo
La gare de Luton Hoo est une ancienne gare ferroviaire d'Angleterre située dans le Bedfordshire. Ouverte en 1860, elle a fermé en 1965.

## Situation ferroviaire
La gare de Luton Hoo a été construite par le chemin de fer Hertford[pas clair] sur la ligne de dérivation entre Hatfield (en) et la gare de Dunstable. Elle a ouvert le 1er septembre 1860 sous le nom de « New Mill End », celui du hameau où elle se trouvait. En 1861, le chemin de fer a été repris par la Great Northern Railway. La gare a été renommée Luton Hoo en 1891. Elle a été fermée le 24 avril 1965.

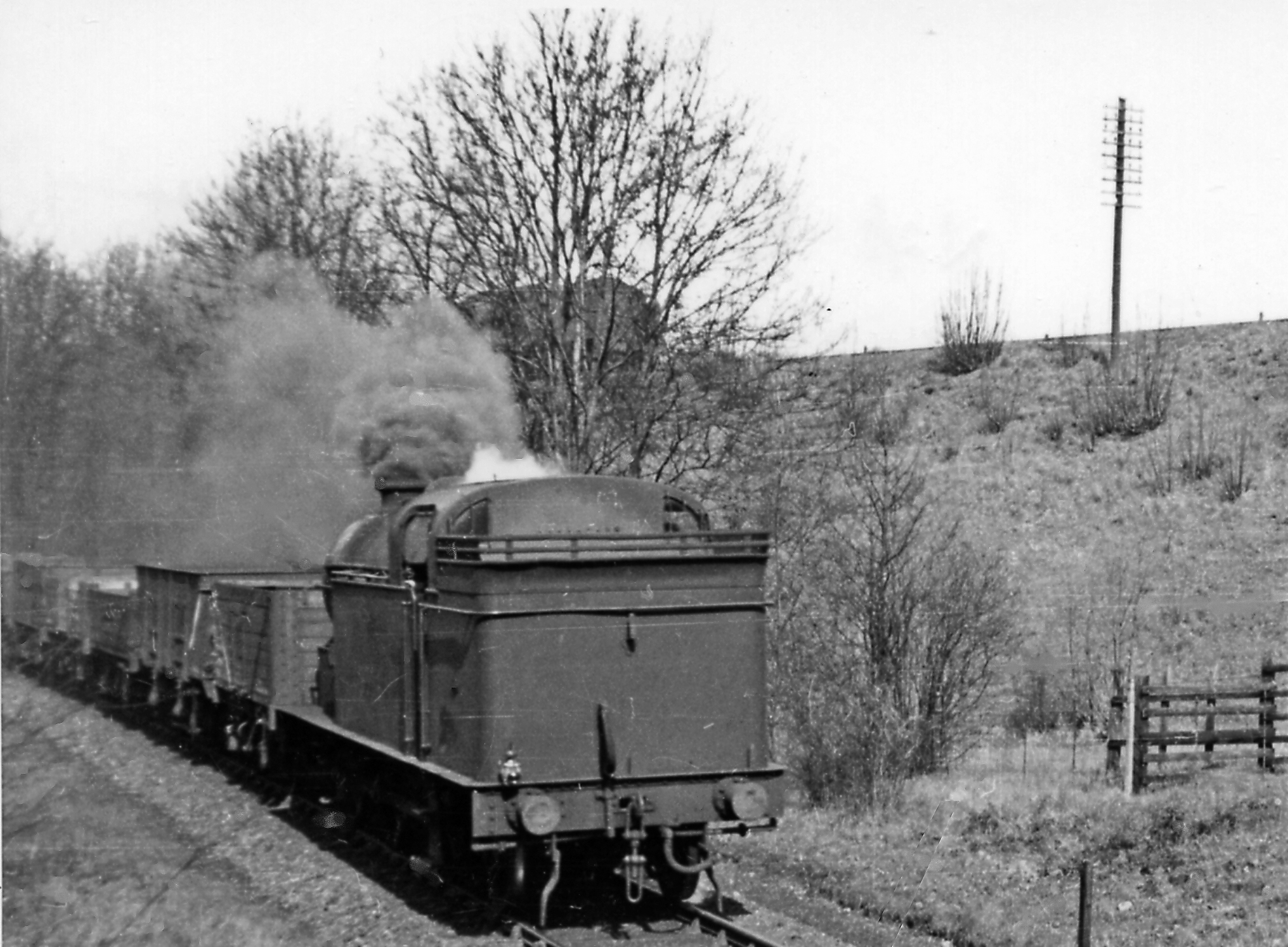
Arrivée d'une rame à la gare en 1950.

Elle desservait le village de New Mill End et se trouvait près de la gare de Chiltern Green.
Le bâtiment de la gare et ses plates-formes existent toujours, à côté d'une station d'épuration.